# Endothiodontia
Clade
Familles de rang inférieur
- † Endothiodontidae Lydekker, 1889
- † Eumantellidae ?

Endothiodontia est l'un des clades de thérapsides du groupe des dicynodontes. Il apparait au milieu du Permien et comprendrait la famille des Endothiodontidae et peut-être la famille des Eumantellidae.

## Phylogénie
La phylogénie des dicynodontes a été fortement révisée depuis 2009. Une étude de 2013 ne retient pas ce clade parmi les clades de dicynodontes valides.